# Oussama Targhalline
 (juin 2025).
Oussama Targhalline (en arabe : أسامة تارغالين), né le 20 mai 2002 à Casablanca (Maroc), est un footballeur international marocain jouant au poste de milieu de terrain au Feyenoord Rotterdam.

## Biographie

### En club

#### Naissance, enfance et débuts à l'Académie Mohammed VI
Oussama Targhalline grandit dans le quartier de Sidi Belyout à Casablanca, au Maroc. Dès son jeune âge, il joue au football dans les rues avec ses amis. Des amis de son père, impressionnés par ses compétences, encouragent sa famille à l'inscrire dans un club. Cependant, ses parents préfèrent qu'il se concentre sur ses études, même si Targhalline est déjà très focalisé sur le football.
À l'âge de 10 ans, Targhalline joue un match contre une équipe de l'Académie Mohammed VI à Casablanca. Sa performance attire l'attention des recruteurs de l'académie, qui lui offrent la possibilité de faire des essais à Rabat. Après des essais réussis, il intègre le centre de formation Mohamed VI, où il reste de 10 à 18 ans.
Au centre de formation, Targhalline apprend tout ce qui est nécessaire pour réussir dans le football. Les installations sont modernes et bien équipées, et l'académie offre également des cours scolaires, permettant aux jeunes joueurs de se concentrer pleinement sur leur développement sportif et éducatif. Cette période de formation joue un rôle clé dans son développement en tant que joueur professionnel.

#### Olympique de Marseille et prêt en Turquie (2020-2023)
Dans les radars de plusieurs clubs européens et s'engage à l'Olympique de Marseille en 2020, motivé par le directeur technique Nasser Larguet et l'entraîneur André Villas-Boas. Il fait ses débuts en équipe réserve le 10 octobre 2020 au cours d'une défaite de 4-1 face au Louhans-Cuiseaux FC. Il joue trois rencontres en réserve au cours de la saison 2020-2021.
Le 19 décembre 2021, il dispute son premier match avec l'effectif professionnel de l'Olympique de Marseille sous la direction du nouvel entraîneur Jorge Sampaoli en entrant en jeu dans un match de Coupe de France face à l'ES Le Cannet au Stade Vélodrome, que l'OM remporte 4-1. À la fin de la saison 2021-2022, il demande à Sampaoli de le laisser partir en prêt pour la saison suivante, anticipant le besoin de temps de jeu régulier. Malgré une pré-saison prometteuse, il décide de partir, d'autant plus que Sampaoli quitte le club lors du premier jour de la préparation estivale 2022-2023.
Le 1er août 2022, avec l'aide de l'agence de recrutement de Mehdi Benatia, Targhalline est prêté pour une demi-saison en prêt à l'Alanyaspor en Süper Lig. Le 7 août 2022, il dispute son premier match avec le club en entrant en jeu à la 69e minute en remplaçant Umut Güneş face au Fatih Karagümrük SK (victoire, 2-4). Le 14 août, il reçoit sa première titularisation contre le Beşiktaş JK (match nul, 3-3).Il quitte le club lors du mercato hivernal en ayant disputé un total de six matchs en championnat et un match en Coupe de Turquie.

#### Le Havre AC (2023-2025)
Le 7 janvier 2023, il résilie son contrat à Marseille et s'engage librement au Havre AC en signant pour deux saisons,. Il rejoint un effectif évoluant dans le haut du classement de la Ligue 2 BKT sous la houlette de l'entraîneur Luka Elsner. Targhalline hérite du numéro 5. Ce choix du Havre est motivé par la nécessité de temps de jeu régulier pour son développement. Il indique que ce choix était difficile à comprendre pour son entourage, mais il était déterminé à montrer son potentiel. À son arrivée, il intègre un collectif performant, ce qui rend les débuts difficiles.
Le 11 février 2023, il dispute son premier match en entrant en jeu à la 79e minute à la place de Samuel Grandsir contre le FC Sochaux (match nul, 1-1). Le 25 février, il reçoit sa première titularisation face à Grenoble Foot 38 (match nul, 0-0). Le 29 avril, il inscrit son premier but professionnel face au SM Caen sur un tir du pied droit, offrant ainsi la victoire à son équipe (victoire, 1-2),. Le 2 juin 2023, après une victoire du Havre face à Dijon FCO (victoire, 1-0), le club est officiellement couronné champion de la Ligue 2, promu en Ligue 1 et Targhalline remporte ainsi son premier trophée majeur.
Lors de la saison suivante, Targhalline subit une rupture du tendon d'Achille du droit fémoral lors de l'échauffement avant une rencontre contre le Stade brestois 29, ce qui constitue un coup dur dans sa carrière. Il décrit cette période comme mentalement difficile, mais il reçoit le soutien de ses proches et du club, qui lui permet de se rétablir au Maroc. Il commence également un travail avec un coach mental pour mieux gérer sa carrière.
Lors de la saison 2023-2024, malgré plusieurs blessures, il reste satisfait de ses performances individuelles lors des matchs disputés, toujours avec l'objectif d'aider son équipe. Sur le plan collectif, Le Havre connaît une saison irrégulière marquée par des blessures et des suspensions, mais montre un fort caractère pour assurer le maintien en Ligue 1. Le mercato estival est marqué par le départ de son entraîneur Luka Elsner vers le Stade de Reims. Il est remplacé par Didier Digard, qui l'utilise moins que son prédécesseur sur la première partie de saison.

#### Feyenoord Rotterdam (depuis 2025)
Le 5 février 2025, il s'engage pour trois ans et demi avec le Feyenoord Rotterdam.
Il dispute son premier match à la 87 ème minute contre le NAC Breda, match nul (0-0).

### En sélection

#### Maroc -17 ans
Oussama Targhalline reçoit dans un premier temps une convocation avec l'équipe du Maroc -17 ans en 2018 de la part du sélectionneur Jamal Sellami pour participer au Championnat de l'UNAF qualificatif pour la Coupe d'Afrique des nations.
Faisant face à l'Algérie -17 ans (victoire, 5-2), la Tunisie -17 ans (victoire, 1-0) et la Libye -17 ans  (victoire, 1-0), les Marocains remportent le tournoi grâce à trois victoires sur trois matchs,. En avril 2019, Targhalline est officiellement sélectionné pour prendre part à la Coupe d'Afrique des nations en Tanzanie. Les Marocains sont éliminés au premier tour en terminant à la quatrième et dernière place du classement de sa poule composée du Cameroun -17 ans (défaite, 2-1), la Guinée -17 ans (défaite, 1-0) et le Sénégal -17 ans (match nul, 1-1),.

#### Maroc -20 ans
Il est ensuite convoqué en février 2021 pour prendre part à la Coupe d'Afrique U20 sous Zakaria Aboub. Le Maroc -20 ans parvient à atteindre les quarts de finale. Il est éliminé de la compétition à la suite d'une défaite sur séance de penaltys face à la Tunisie -20 ans.

#### Maroc olympique
En octobre 2021, il figure pour la première fois sur la liste du Maroc olympique concoctée par Hicham Dmii pour un stage de préparation au Centre sportif de Maâmora à Salé du 4 au 12 octobre.
Le 28 juillet 2022, il est convoqué par le sélectionneur Hicham Dmii pour un stage de préparation avec l'équipe du Maroc A', figurant sur une liste de 23 joueurs qui prennent part aux Jeux de la solidarité islamique en août 2022.
Le 22 mars 2023, il rejoint le Maroc olympique sous le nouveau sélectionneur Issame Charaï pour un match amical face à la Côte d'Ivoire olympique à Rabat dans le cadre des préparations à la Coupe d'Afrique des nations des moins de 23 ans qui se déroulera au Maroc en 2023,. Lors de ce match, il est titularisé mais encaisse trois buts (défaite, 2-3). Deux jours plus tard, il est de nouveau titularisé lors d'un match amical face au Togo olympique, disputant ainsi 90 minutes avec le brassard de capitaine (victoire, 2-0). Il enchaîne avec une nouvelle titularisation le 27 mars face à l'Ouzbékistan olympique (victoire, 3-0).
Le 9 juin 2023, il figure sur la liste définitive d'Issame Charaï pour prendre part à la Coupe d'Afrique des nations des moins de 23 ans qui a lieu au Maroc. Les matchs de phase de groupe ont lieu en fin de mois de juin contre la Guinée olympique, le Ghana olympique et la RD Congo olympique au Complexe sportif Moulay-Abdallah de Rabat. Le 15 juin 2023, il est titularisé à l'occasion d'un match de préparation contre la Mauritanie, qu'il parvient à battre sur le score de 4-1. Titularisé lors du premier match contre la Guinée olympique (victoire, 2-1), il est absent de la feuille de match lors de la deuxième journée de la CAN U23 contre le Ghana olympique et valide ainsi son ticket pour les demi-finales de la compétition après une victoire de 5-1 du Maroc,. Le 30 juin, il est à nouveau titularisé aux côtés de Benjamin Bouchouari à l'occasion du troisième match de la compétition contre le Congo olympique et délivre une passe décisive sur l'unique but du match inscrit par Younes Taha à la septième minute (victoire, 1-0),. La finale est remportée par le Maroc contre l'Égypte olympique grâce à un but d'Oussama Targhalline en fin de prolongation, sur une passe décisive d'Ez Abde (victoire, 2-1),.
Le 4 juillet 2024, il est sélectionné par Tarik Sektioui dans une liste de 22 joueurs avec le Maroc olympique pour prendre part aux Jeux olympiques 2024,. Malgré une défaite en demi-finales du tournoi face au futur vainqueur, l'Espagne, le Maroc écrase l'Égypte (6-0) lors du match pour la troisième place, lui permettant d'être médaillé de bronze.

## Style de jeu
Principalement milieu de terrain droitier évoluant dans un poste de récupérateur, son style de jeu se caractérise par sa polyvalence au milieu de terrain, capable d'évoluer aussi bien en tant que milieu central qu'en position défensive ou offensive. Mesurant 1,86 m, il utilise efficacement sa stature pour dominer les duels aériens et pour la récupération de balle. Targhalline s’adapte à différents rôles au milieu de terrain, se sentant à l’aise aussi bien dans un milieu à deux qu’en sentinelle dans un milieu à trois. Il est inspiré par des joueurs comme Andrés Iniesta et Toni Kroos, qu’il admirait durant son enfance.
Sur le plan technique, Targhalline est reconnu pour sa capacité à distribuer le jeu avec précision. Il est souvent impliqué dans la construction des attaques grâce à ses passes courtes et longues. Sa vision du jeu lui permet de trouver des coéquipiers dans des positions avantageuses, ce qui en fait un atout précieux pour son équipe. De plus, il possède des compétences défensives solides, ce qui lui permet de contribuer efficacement à la récupération du ballon et à la protection de la défense,.
Targhalline met souvent Jorge Sampaoli (son ancien entraîneur à l'OM), en valeur en soulignant combien l'entraîneur a influencé son développement. Sampaoli lui mettait constamment la pression pour tester sa résilience, ce qui l'a aidé à grandir en tant que joueur.

## Statistiques

### Statistiques détaillées
| Saison                | Club                   | Championnat           | Championnat | Championnat | Championnat | Coupe(s) nationale(s) | Coupe(s) nationale(s) | Coupe(s) nationale(s) | Compétition(s) continentale(s) | Compétition(s) continentale(s) | Compétition(s) continentale(s) | Compétition(s) continentale(s) | Maroc | Maroc | Maroc | Total | Total | Total |
| Saison                | Club                   | Division              | M.          | B.          | P.d.        | M.                    | B.                    | P.d.                  | Comp.                          | M.                             | B.                             | P.d.                           | M.    | B.    | P.d.  | M.    | B.    | P.d.  |
| 2021-2022             | Olympique de Marseille | Ligue 1               | 2           | 0           | 0           | 1                     | 0                     | 0                     | -                              | -                              | -                              | -                              | -     | -     | -     | 3     | 0     | 0     |
| 2022-2023             | Alanyaspor             | Süper Lig             | 6           | 0           | 1           | 1                     | 0                     | 1                     | -                              | -                              | -                              | -                              | -     | -     | -     | 7     | 0     | 2     |
| 2022-2023             | Havre AC               | Ligue 2               | 12          | 1           | 0           | -                     | -                     | -                     | -                              | -                              | -                              | -                              | -     | -     | -     | 12    | 1     | 0     |
| 2023-2024             | Havre AC               | Ligue 1               | 14          | 0           | 0           | 2                     | 0                     | 0                     | -                              | -                              | -                              | -                              | -     | -     | -     | 16    | 0     | 0     |
| 2024-2025             | Havre AC               | Ligue 1               | 14          | 0           | 0           | -                     | -                     | -                     | -                              | -                              | -                              | -                              | 1     | 0     | 0     | 15    | 0     | 0     |
| Sous-total            | Sous-total             | Sous-total            | 40          | 1           | 0           | 2                     | 0                     | 0                     | -                              | -                              | -                              | -                              | 1     | 0     | 0     | 43    | 1     | 0     |
| 2024-2025             | Feyenoord Rotterdam    | Eredivisie            | 6           | 0           | 0           | -                     | -                     | -                     | -                              | -                              | -                              | -                              | 2     | 0     | 0     | 8     | 0     | 0     |
| 2025-2026             | Feyenoord Rotterdam    | Eredivisie            | 1           | 0           | 0           | -                     | -                     | -                     | C1                             | 1                              | 0                              | 0                              | 0     | 0     | 0     | 2     | 0     | 0     |
| Sous-total            | Sous-total             | Sous-total            | 7           | 0           | 0           | 0                     | 0                     | 0                     | -                              | 1                              | 0                              | 0                              | 2     | 0     | 0     | 10    | 0     | 0     |
| Total sur la carrière | Total sur la carrière  | Total sur la carrière | 55          | 1           | 1           | 4                     | 0                     | 1                     | -                              | 1                              | 0                              | 0                              | 3     | 0     | 0     | 63    | 1     | 2     |

### En sélection U23
Le tableau suivant liste les rencontres de l'équipe du Maroc U23 des catégories des jeunes dans lesquelles Oussama Targhalline a été sélectionné depuis le 4 juin 2022.
| Catégorie | Date              | Lieu          | Adversaire     | Résultat | Minutes | Compétition     | Buts | Passes | Capitaine | Club        |
| --------- | ----------------- | ------------- | -------------- | -------- | ------- | --------------- | ---- | ------ | --------- | ----------- |
| Maroc U23 | 4 juin 2022       | Rabat         | Mauritanie     | 2 – 0    | -       | Match amical    | 0    | 0      | Non       | OM          |
| Maroc U23 | 7 juin 2022       | Rabat         | Mauritanie     | 4 – 1    | -       | Match amical    | 1    | 0      | Non       | OM          |
| Maroc U23 | 21 septembre 2022 | Rabat         | Sénégal        | 0 – 4    | -       | Match amical    | 0    | 0      | Non       | Alanyaspor  |
| Maroc U23 | 25 septembre 2022 | Rabat         | Sénégal        | 1 – 3    | -       | Match amical    | 0    | 0      | Non       | Alanyaspor  |
| Maroc U23 | 24 mars 2023      | Rabat         | Togo           | 2 – 0    | 63 min  | Match amical    | 0    | 0      | Non       | Le Havre AC |
| Maroc U23 | 27 mars 2023      | Rabat         | Ouzbékistan    | 3 – 0    | 90 min  | Match amical    | 0    | 1      | Non       | Le Havre AC |
| Maroc U23 | 15 juin 2023      | Rabat         | Mauritanie     | 4 – 1    | -       | Match amical    | 0    | 1      | Non       | Le Havre AC |
| Maroc U23 | 19 juin 2023      | Rabat         | Zambie         | 3 – 1    | -       | Match amical    | 0    | 0      | Non       | Le Havre AC |
| Maroc U23 | 24 juin 2023      | Rabat         | Guinée         | 2 – 1    | 84 min  | CAN U23         | 0    | 0      | Non       | Le Havre AC |
| Maroc U23 | 30 juin 2023      | Rabat         | Congo          | 1 – 0    | 87 min  | CAN U23         | 0    | 1      | Non       | Le Havre AC |
| Maroc U23 | 4 juillet 2023    | Rabat         | Mali           | 2 – 2    | 52 min  | CAN U23         | 0    | 0      | Non       | Le Havre AC |
| Maroc U23 | 8 juillet 2023    | Rabat         | Égypte         | 2 – 1    | 23 min  | CAN U23         | 1    | 0      | Non       | Le Havre AC |
| Maroc U23 | 26 mars 2024      | Antalya       | Pays de Galles | 2 – 0    | 61 min  | Match amical    | 0    | 0      | Non       | Le Havre AC |
| Maroc U23 | 4 juin 2024       | Rabat         | Belgique       | 2 – 2    | 65 min  | Match amical    | 0    | 0      | Non       | Le Havre AC |
| Maroc U23 | 24 juillet 2024   | Saint-Étienne | Argentine      | 1 – 2    | 90 min  | Jeux olympiques | 0    | 0      | Non       | Le Havre AC |
| Maroc U23 | 27 juillet 2024   | Saint-Étienne | Ukraine        | 2 – 1    | 90 min  | Jeux olympiques | 0    | 0      | Non       | Le Havre AC |
| Maroc U23 | 30 juillet 2024   | Nice          | Irak           | 3 – 0    | 62 min  | Jeux olympiques | 0    | 0      | Non       | Le Havre AC |
| Maroc U23 | 2 août 2024       | Paris         | États-Unis     | 4 – 0    | 81 min  | Jeux olympiques | 0    | 0      | Non       | Le Havre AC |
| Maroc U23 | 5 août 2024       | Marseille     | Espagne        | 2 – 1    | 90 min  | Jeux olympiques | 0    | 0      | Non       | Le Havre AC |
| Maroc U23 | 8 août 2024       | Nantes        | Égypte         | 0 – 6    | 63 min  | Jeux olympiques | 0    | 0      | Non       | Le Havre AC |

## Palmarès

### En club
- Olympique de Marseille
  - Vice-champion de France de Ligue 1 en 2022
- Le Havre AC
  - Champion de France de Ligue 2 en 2023

### En sélection
- Maroc -17 ans
  - Championnat de l'UNAF
    - Vainqueur : 2018
- Maroc -20 ans
  - Championnat de l'UNAF
    - Vainqueur : 2020
- Maroc -23 ans
  - Coupe d'Afrique des nations :
    -  Vainqueur : 2023.

  - Jeux olympiques
    -  Bronze : Paris 2024